# Mentzelia lindheimeri
Mentzelia lindheimeri är en brännreveväxtart som beskrevs av Ignatz Urban och Gilg. Mentzelia lindheimeri ingår i släktet Mentzelia och familjen brännreveväxter. Inga underarter finns listade i Catalogue of Life.